# Géza Kiss
Géza Kiss (* 22. Oktober 1882 in Salgótarján; † 23. August 1952 in Budapest) war ein ungarischer Schwimmer.

## Karriere
Kiss nahm 1904 erstmals an Olympischen Spielen teil. In St. Louis gewann der Ungar über 1 Meile Freistil Silber, über 880 Yards Freistil sicherte er sich die Bronzemedaille. Für die Disziplinen über 50 und 440 Yards Freistil war er ebenfalls gemeldet, trat aber nicht an. Bei den Zwischenspielen 1906 in Athen gewann der Schwimmer mit der ungarischen Staffel Gold über 4-mal 250 Meter Freistil. Die Einzelwettkämpfe über 100 Meter, 400 Meter und 1 Meile Freistil trat er trotz vorheriger Meldung nicht an. 1908 sollte bei den Spielen in London die dritte Olympiateilnahme folgen. Wie bereits bei den vorherigen Teilnahmen war der Ungar zwar für Wettbewerbe gemeldet – hier über 100 und 400 Meter Freistil – ging letztendlich aber nicht an den Start.
1908 beendete Kiss seine Schwimmkarriere. Später war er unter anderem als Sportjournalist und für den ungarischen Schwimmverband tätig.